# Verkehrsübungsplatz
Dieser Artikel wurde auf der  Qualitätssicherungsseite des Portals Transport und Verkehr eingetragen.
Bitte hilf mit, ihn zu verbessern, und beteilige dich an der Diskussion. (+)

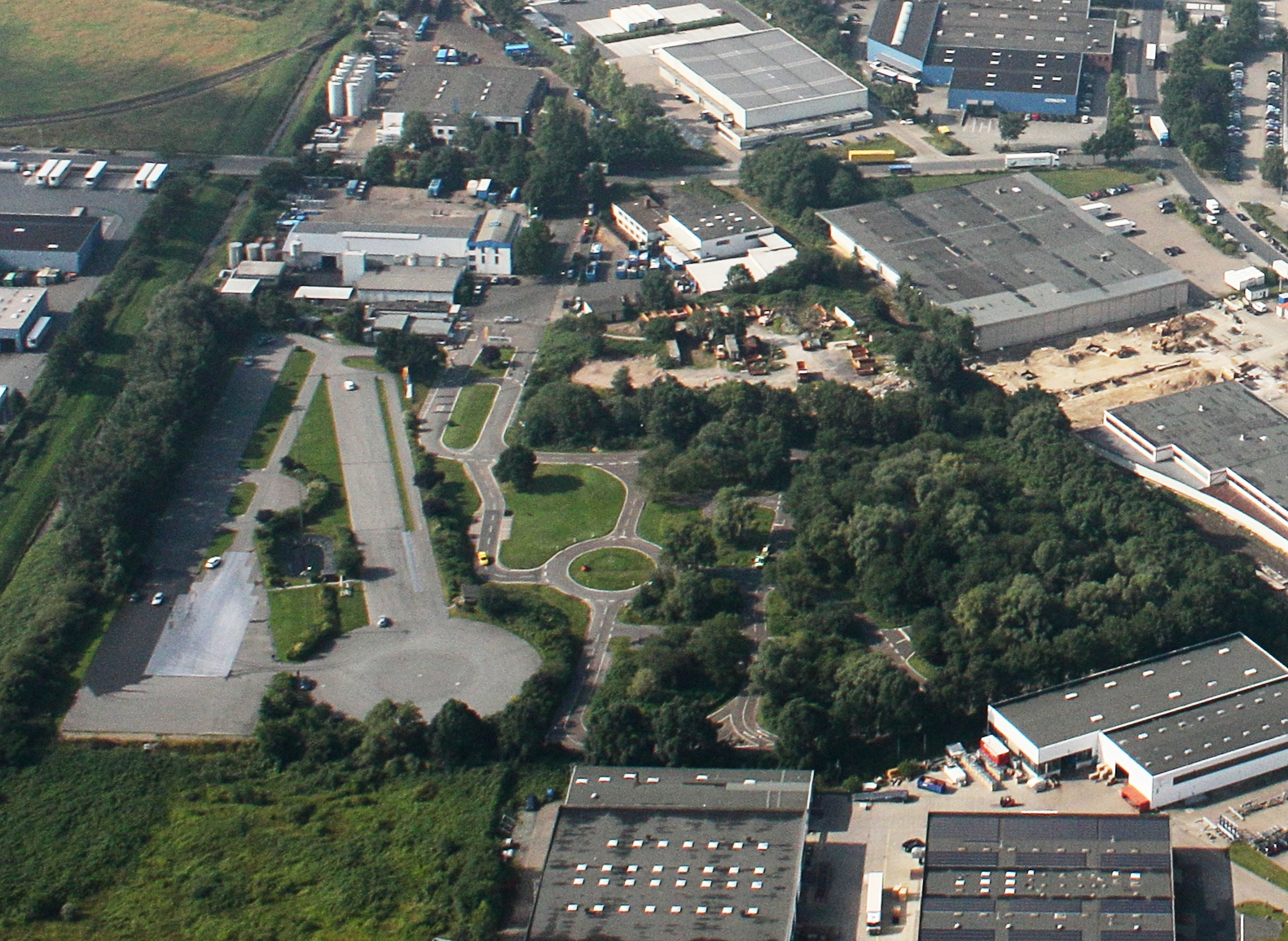
Verkehrsübungsplatz in Bremen

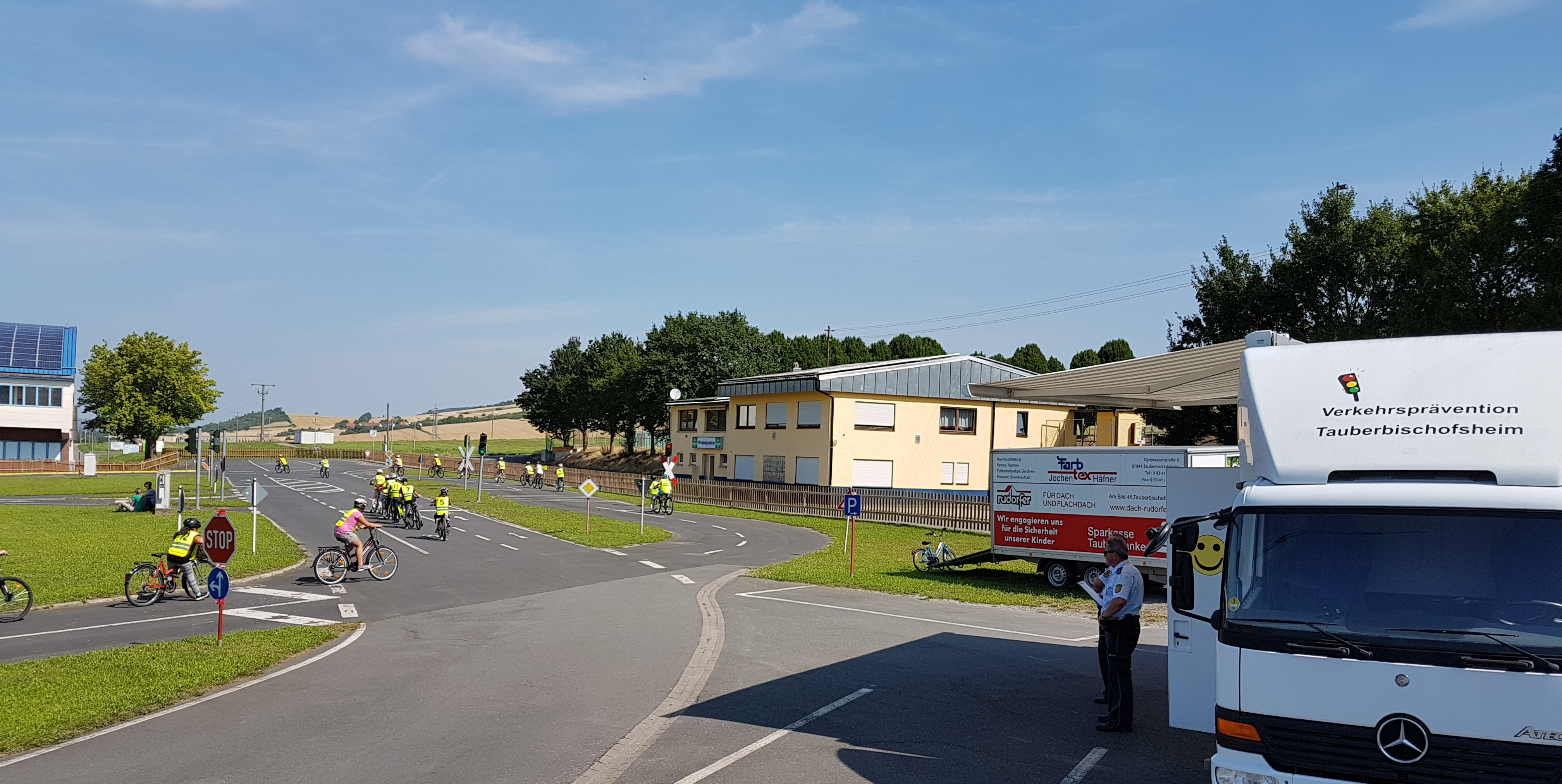
Verkehrserziehung in einer Jugendverkehrsschule

Ein Verkehrsübungsplatz ist eine vom öffentlichen Straßenverkehr abgegrenzte Anlage, auf der Verkehrsteilnehmer die Teilnahme am Straßenverkehr und den Umgang mit Fahrzeugen erlernen und üben können.

## Nutzung und Zweck
Die Straßenverkehrs-Ordnung (StVO) findet auf einem abgetrennten Verkehrsübungsplatz keine Anwendung, da dieser nicht Teil des öffentlichen Verkehrs ist. Durch physische Absperrungen oder vergleichbare Maßnahmen ist der Bereich der Allgemeinheit nicht zugänglich, sodass die Anwendbarkeit der StVO auf diesen Bereich entfällt. Die Nutzung des Verkehrsübungsplatzes unterliegt vielmehr dem Hausrecht des Betreibers, der zur Gewährleistung der Sicherheit und Ordnung auf dem Platz eigene Regeln und Vorschriften für die Nutzung aufstellt. Dazu gehören zum Beispiel die Gebühren für die Nutzung der Anlage, das Mindestalter der Fahrer sowie die Höchstgeschwindigkeit. Hierdurch kann das Fahren mit einem Kraftfahrzeug auch ohne Fahrerlaubnis und Fahrlehrer geübt werden.
Auch in der Verkehrserziehung finden Verkehrsübungsplätze Verwendung. In Jugendverkehrsschulen üben Kinder und Jugendliche in der Regel unter Anleitung eines Polizeibeamten und einer Lehrkraft die Teilnahme am Straßenverkehr als Fußgänger und Radfahrer. 